# Francesco Negri
Francesco Negri, łac.: Franciscus Nigrus, (ur. w 1500 w Bassano del Grappa, zm. w 1563 w Pińczowie) – włoski pisarz i teolog, początkowo zakonnik benedyktyński, potem działacz reformacyjny (kalwiński) m.in. w Polsce.

## Życiorys
Syn Cristoforo i Dorotei, pochodził z rodziny arystokratycznej. Otrzymał wykształcenie humanistyczne: jego nauczycielami byli Andrea Locatelli i Giovanni da Reggio. 1 marca 1517 został przyjęty do zakonu benedyktynów w klasztorze San Benedetto Polirone w Mantui i otrzymał tam imię Simeone. Następnie przeniósł się do klasztorów w Padwie i w Wenecji, gdzie zetknął się z doktryną Marcina Lutra, którą uznał za "zgodną z Biblią".

### Na emigracji
Pod wpływem luteranizmu Negri w 1525 wystąpił z zakonu i wyjechał do Augsburga, a potem w 1529 do Strasburga, gdzie zaznajomił się z doktrynami Huldrycha Zwingliego i Martina Bucera, które zbliżyły go stopniowo do kalwinizmu. W Strasburgu Negri ożenił się z Cunegondą Fessi i zarabiał na skromne życie jako tkacz. Trudne warunki życia nie przeszkodziły Negriemu w tworzeniu swoich pierwszych dzieł literackich, np. Turcicarum rerum commentarius… ex Italico Latinus factus, Francisco Nigro (1537) do którego przedmowę napisał Filip Melanchton. To dzieło, wskazujące na zagrożenie tureckie, było dużym sukcesem wydawniczym i przyniosło Negriemu sławę. Potem napisał swoje najważniejsze dzieło Tragedia del libero arbitrio (Tragedia wolnej woli, 1545), będące atakiem na katolicyzm i instytucję papiestwa.

#### W Szwajcarii
W 1538 Negri przeniósł się do miasta Chiavenna w Gryzonii, gdzie pracował jako prywatny nauczyciel i napisał podręcznik gramatyki łacińskiej oraz poemat heksametrowy Rhetia sive de situ et moribus Rhetorum (1547).
W Chiavennie Negri uwikłał się w spory doktrynalne miejscowego zboru kalwińskiego; sam Negri był oskarżany o anabaptyzm. Usiłował te zarzuty oddalić publikując wyznanie wiary w boską naturę Chrystusa i skuteczność dwóch sakramentów: chrztu i Eucharystii, posuwając się nawet do głoszenia wiecznego dziewictwa Marii. Faktycznie w 1555 Negri wziął udział w synodzie anabaptystów w Wenecji i podpisał się pod ich doktryną. Może to wskazywać na skłanianie się Negriego do antytrynitaryzmu, chociaż nie skutkowało to zerwaniem z kalwinizmem. Ostatnie lata w Szwajcarii Negri poświęcił na tłumaczenie dzieł teologów reformacyjnych, pisanie podręczników gramatycznych i dzieł religijnych np. In dominicam precationem meditatiuncula (po 1556).

#### W Polsce
W 1562 Negri wraz z synem Giorgiem opuścił Chiavennę i przeniósł się do Pińczowa w Polsce, gdzie przebywało wielu europejskich, w tym włoskich, innowierców a także braci polskich. Tam poświęcił się nauczaniu Pisma Świętego i przygotowywaniu drugiego łacińskiego wydania Tragedii wolnej woli (Kraków, 1559) swojego najsłynniejszego dzieła. Był też duchownym w miejscowych włoskich zborach kalwińskich, np. w miejscowości Włochy (powiat pińczowski). W 1563 planował powrót do Chiavenny, aby połączyć się z żoną i dwójką młodszych dzieci, lecz zmarł na zarazę.

## Dzieła
- Turcicarum rerum commentarius Pauli Iouii episcopi Nucerini ad Carolum V imperatorem Augustum: ex Italico Latinus factus, Francisco Nigro Bassianate interprete. Origo Turcici imperij. Vitae omnium Turcicorum imperatorum. Ordo ac disciplina Turcicae militiae exactissime conscripta, eodem Paulo Iouio autore, Argentorati: ecxudebat VVendelinus Rihelius, 1537 (Argentorati: per Vvendelinum Rihelium, mense Septembri, 1537)
- Rudimenta grammaticae, ex auctoribus collecta, 1541
- Ovidianae metamorphoseos epitome per Franciscum Nigrum bassianatem collecta. Ad Gubertum Salicem iurisconsultum. Sanctarum interpres longe doctissime legum gloria non patrij parua Guberte soli, haec patiare precor tibi qualiacunque dicari scripta tui, quamuis candidus ipse, Nigri, Tiguri: excudebat Froschouerus, 1542
- Tragedia di Francesco Negri Bassanese intitolata, Libero arbitrio, Basilea: Johann Oporinus, 1546
- Rhetia, siue de situ & moribus Rhetorum: Francisco Nigro Bassanensi autore, Basileae (Basileae: ex officina Ioannis Oporini, 1547 mense Ianuario)
- Breuissima somma della dottrina christiana recitata da vn fanciullo. In domanda, et in risposta. Per Francesco Negro bassanese (ediz. stampata probabilmente a Basilea da Johnn. Oporinus intorno al 1550)
- De Fanini Faventini, ac Dominici Bassanensis morte, Qui nuper ob Christum in Italia Rom. Pon. iussu impie occisi sunt, Brevis Historia, Francisco Nigro Bassanensi authore, [Poschiavo?]: [Dolfino Landolfi?], 1550
- Ein warhaffte geschicht von zweyen herrlichen menneren Fanino von Fauentia vnd Dominico von Basana die auss geheyss Bapsts Julij dess dritten von wegen dess Heiligen Euangelions newlich in Italia getödt vnnd gemarteret sind. Durch Franciscum Nigrum von Basana in Italia in Latin beschriben vnnd yetz in Tütsch bracht, Getruckt zü Bern: by Matthis Biener, 1552
- Francisci Nigri bassanensis Canones grammaticales, siue latina syntaxis, in puerorum vsus e bonis autoribus collecta, a pluribus prioris impressionis erroribus repurgata, & nonnullis quidem in locis auctior, nonnullis vero etiam imminutior facta, per Ambrosium Ballistam, Pesclavii: apud Dolphinum Landolphum, 1555
- Liberum arbitrium, tragoedia Francisci Nigri Bassanensis, Nunc primum ad ipso authore latine scripta & edita, Geneva: apud Joannem Crispinum, 1559